# اتفاق المعادن بين امريكا واوكرانيا
اتفاق المعادن بين الولايات المتحدة وأوكرانيا، هو اتفاق تم ابرامه يوم الأربعاء 30 أبريل بين الولايات المتحدة وأوكرانيا في عهد الرئيسي الأمريكي دونالد ترمب والرئيس الأوكراني زيلينكسي يتيح للولايات المتحدة استغلال موارد أوكرانيا الطبيعية من معادن ونفط وغاز، بهدف تعويض المساعدات المالية والعسكرية التي قدمتها الأولى الى اوكرانيا منذ اندلاع الحرب الروسية الأوكرانية في شهر فبراير 2022.

### بنود الإتفاق
1. إنشاء صندوق استثمار لإعادة إعمار أوكرانيا على ان يكون مشترك بين البلدين ، تتقاسم فيه الدولتان الحصص بشكل متساوٍ.[1]